# Inker & Hamilton
Inker & Hamilton war ein in München beheimatetes Pop-Duo, bestehend aus dem Briten Dave Inker (* 3. Mai 1953 in Bristol) und der Neuseeländerin Hilary Hamilton (* 4. August 1952 in Wellington). Mit Dancing into Danger hatten die beiden Musiker Anfang 1988 einen Top-20-Hit in Deutschland.

## Geschichte
Bevor Dave Inker 1974 aus Bristol nach München kam, war er Gitarrist und Sänger in diversen regionalen Bands und studierte Luft- und Raumfahrttechnik. 1975 bis 1977 arbeitete er mit dem bayerischen Blues-Interpreten Willy Michl zusammen. 1976 veröffentlichte der Brite ein Soloalbum. Hilary Hamilton verließ 1974 die neuseeländische Heimat, schlug sich z. B. mit Tellerwaschen und Olivenpflücken durch und kam 1979 nach München. Dort begann im gleichen Jahr die etwa 15 Jahre dauernde gemeinsame Karriere.
Bereits 1979 veröffentlichten Inker & Hamilton ihr erstes Album Highs and Lows in Eigenregie. Die folgenden Longplayer, Person to Person (1981) und Double Feature (1983), wurden bei Sony Music verlegt. Als ihr viertes Album, The Mind and the Body, 1984 bei Metronome erschien, hatten die beiden gerade eine erfolgreiche Europatournee im Vorprogramm von Chris de Burgh hinter sich und waren gern gesehene Gäste bei Funk und Fernsehen.
Vier Jahre später hatten Inker & Hamilton ihren größten Erfolg mit dem Album Dancing into Danger, das bei WEA Records erschien. Als Produzent konnte Michael Cretu gewonnen werden. Der von Hubert Kah geschriebene Titeltrack Dancing into Danger hielt sich 15 Wochen in den deutschen Singlecharts und erreichte Platz 19. 1994 wurde das Lied von Maggie Reilly unter dem Namen Every Single Heartbeat gecovert.
Das Album Poetry in Motion kam 1994 auf den Markt und war eine Art Synthese zwischen ihren früheren Alben und der erfolgreichen Zusammenarbeit mit Cretu. Nach einigen Singleauskopplungen wurde es ruhig um Inker & Hamilton. 1998 folgte die Trennung.
Hamilton betreibt heute eine Agentur für Verbandsmanagement im medizinischen Bereich und lebt mit ihrer Familie in München. Inker hatte lange ein Tonstudio in Oberbayern und arbeitet heute erfolgreich als Webdesigner.

## Diskografie

### Alben
- 1979: Highs and Lows
- 1981: Person to Person
- 1983: Double Feature
- 1984: The Mind and the Body
- 1987: Dancing into Danger
- 1992: Porcelain Doll
- 1994: Poetry in Motion
- 1995: Dialogue
- 1997: Dancing into Danger
- 1998: All the Best

### Singles
- 1984: The Mind and the Body
- 1987: Dancing into Danger
- 1988: Shadow and Light
- 1988: Heaven Knows
- 1992: Poetry in Motion
- 1993: You’ll Never Find Love
- 1994: Faith, Hope and Fortune
- 1994: Porcelain Doll
- 1998: Calling Your Name